# Espacio geográfico
El espacio geográfico es el entorno en el que se desenvuelven los grupos de los seres humanos en su interrelación con el medio ambiente. Es el espacio que usan los seres humanos para su existencia, por los mismos y gracias a ellos, este se forma y evoluciona. Es aquel en el que se interrelacionan el hombre con los componentes naturales y físicos del territorio en el cual, a su vez, ocurren fenómenos y se desarrollan procesos.
El espacio geográfico es un concepto  de paisaje en sus distintas manifestaciones (paisaje natural, paisaje agrario, paisaje industrial, paisaje urbano, etc). También se emplea el término territorio. Como punto de vista para el estudio de la organización de la sociedad, el término del espacio geográfico, hace referencia a la organización económica,urbana y cultural de la sociedad observada desde un punto de vista geométrico como un conjunto de nodos (ciudades, hitos), líneas (infraestructuras de transporte y comunicación), áreas (usos del suelo, lugares), flujos (intercambios de información, mercancías), jerarquías (rango de ciudades y lugares) y difusiones.
Esta definición agruparía tres de las principales tradiciones de investigación geográficas: la de análisis espacial, la paisajística y la ecológico-ambiental.

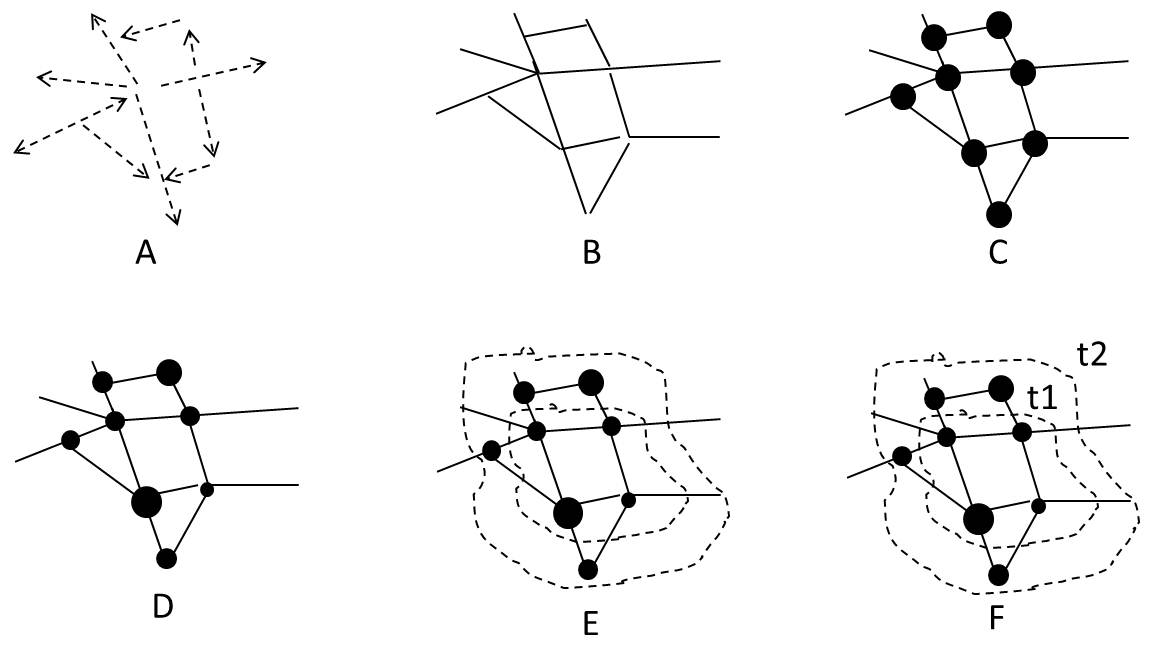
Espacio geográfico como un conjunto de: A) Flujo, B) Línea o Canal, C) Nodos, D) Jerárquicas, E) Superficies y F) Difusiones

En muchas regiones y en antiguas ciudades se superponen los territorios organizados por las sociedades que se sucedieron en los sucesivos periodos históricos (prehistóricas, antiguas, medievales, modernas o contemporáneas, del Antiguo Régimen o de la era industrial

## Definiciones

### Según Milton Santos
Teniendo en cuenta las múltiples perspectivas en que se pueden analizar el espacio geográfico, el geógrafo brasileño Milton Santos (1996) lo define de la siguiente manera: "El espacio [geográfico] debe considerarse como un conjunto de relaciones realizadas a través de las funciones y de las formas que se presentan como testimonios de una historia escrita para los procesos del pasado y del presente. Es decir, el espacio se define como un conjunto de formas representativas de las relaciones que ocurren ante nuestros ojos y que se manifiestan por medio de los procesos y funciones. El espacio es entonces un verdadero campo de fuerzas cuya aceleración es desigual. Esta es la razón de que la evolución espacial no se realice de forma idéntica en todos los lugares.

## Propiedades del espacio geográfico
- El espacio geográfico es localizable o localizado y tiene una extensión. Este se caracteriza por la distribución y el tipo de correlaciones causales existentes entre los distintos elementos que le constituyen. Tiene un referente territorial con una ubicación.
- Tiene una posición que da una ubicación relativa, no ya respecto al sistema hoy universalmente aceptado de coordenadas terrestres, sino con relación a otras localizaciones que sean para el significantes.
- La posición lleva a la evaluación de otra escala, que remite a espacios exteriores a lugares próximos o lejanos. Por ejemplo, Buenos Aires, punto de contacto entre mar y tierra, rutas marítimas y terrestres transcontinentales, posición fronteriza, zona ecuménica, sirve a la salida de la producción pampeana de exportación, etcétera. Cabe destacar, que la posición cambia históricamente por la acción terrestre o la valoración social.[3]

## Escalas y perspectivas sobre el espacio geográfico
El territorio se organiza mediante municipios, y distintas unidades superiores, que pueden tener validez naturales, históricas o administrativas, como las comarcas, las provincias y las regiones (cuya difícil definición no impide que la geografía regional sea la base tradicional del trabajo geográfico); las entidades superiores (naciones o estados) suelen ser demasiado grandes para poseer uniformidad desde un punto de vista geográfico de la geografía física, pero aun así son la principal escala de la organización los estudios académicos y de divulgación. Las entidades supranacionales (continentes), y el conjunto de las tierras emergidas y los océanos, serían la escala anterior a la consideración de una geografía planetaria. La posibilidad que ofrecen las recientes ciencias planetarias (exobiología y astrogeología) permitirían en algún momento los estudios geográficos interplanetarios.
Uno de los varios problemas que podemos encontrar en esta definición, es su aceptación por parte de los geógrafos tradicionalistas, que ven en el término una sustitución del objeto de estudio de la geografía, que es el espacio. Pero a pesar de todo, la propuesta se muestra como una alternativa para aquellos que hacen geografía social en el uso de una teoría y una metodología que puede brindar nuevas formas de conceptualizar al espacio.

## Componentes del espacio geográfico
Al espacio geográfico se le atribuyen los siguientes componentes:
- Naturales: Aquellos que, obviamente, no dependen de la intromisión de los seres humanos, sino que responden a la naturaleza, montañas, valles, lagos, mares, son ejemplos de ello.
- Sociales: Aquellos que provienen, en cambio, de actividades humanas que atañen a las dinámicas de creación de una comunidad, como son las actividades religiosas, las nacionalidades, los Estados mismos, etc.
- Políticos: Aquellos que derivan del modo en que el poder se organiza en la sociedad humana, es decir, que responden a pactos, acuerdos o imposiciones históricas, como pueden ser la delimitación de las naciones del planeta, la organización sociopolítica de sus territorios, etc.
- Económicos: Aquellos que son fruto de las numerosas dinámicas de producción y consumo que la humanidad lleva a cabo para satisfacer sus propias necesidades, como pueden ser los flujos de capitales, las clases sociales, etc.
- Culturales: Aquellas que provienen del modo particular de ver el mundo que una comunidad humana preserva a lo largo de las generaciones, como son las tradiciones locales, el idioma, la gastronomía, etc.

## El espacio geográfico: en las distintas escuelas geográficas
Los griegos ya hablaban de la ecúmene. Para ellos ésta se refiere al conjunto del mundo conocido por una cultura, a aquella porción de la Tierra permanentemente habitada. Se relaciona estrechamente con la geografía humana. Se toma la Tierra como morada de la especie humana y se pregunta la relación de interdependencia entre la humanidad y su hábitat. El punto de vista geográfico se confunde con el etnográfico para pasar a delimitar sus zonas habitadas, dando lugar a otras ecúmenes.
El conocimiento de la Tierra les lleva a conocer otros espacios, desiertos y habitados, y otras formas de habitar. La cartografía contribuye a precisar las localizaciones y las distribuciones; las escuelas geográficas nacionales desarrollan sus intereses y sus métodos. La teoría de una sola ecúmene en la Tierra desaparece aunque se preserve con algunas teorías filosóficas, como en el caso de Kant que al exponer el deber del ciudadano encuentra que habitar la Tierra es comportarse como un ciudadano del mundo.
La cuestión de la ecúmene se reformula en la geografía humana en la que Vidal de la Blache (Principes de géographie humaine, 1921) emplea la palabra para denominar la relación de la Tierra con la humanidad: "Por encima del localismo, del cual se inspiran las concepciones anteriores, las relaciones generales entre la Tierra y el hombre se actualizan (...). Las soledades oceánicas dividieron a las ecúmenes durante mucho tiempo, ignorándose unos a otros (...). Hoy en día todas las partes de la Tierra entran en relación, el aislamiento es una anomalía que parece un desafío". La evolución de una humanidad dividida en ecúmenes distintas hacia una sola ecúmene unida da paso al principio de unidad terrestre que funda la geografía humana.
Max Sorre desarrolla este concepto de la “ecúmene unida” de Vidal de la Blache y llega a decir que la Tierra es ante todo un hábitat en el sentido biológico, donde el género humano vive y se reproduce, dividiéndose en sí mismo en razas adaptadas a los diferentes medios (determinismo geográfico, opuesto al posibilismo). Empieza a vislumbrar que es un espacio que atañe a la sociedad. Max Sorre hace de la ecúmene una noción clave de la geografía humana.
Años más tarde, aunque ya parecía que había llegado el final de la geografía clásica, O. Dollfus, se la vuelve a encontrar y pretende reducir a aquellos que intentan reformular el proyecto geográfico: “El dominio del espacio geográfico en su sentido más amplio es "la epidermis de la Tierra”, es decir la superficie terrestre y la biosfera. En una acepción que no es más que en apariencia más restrictiva, es el espacio habitable, la ecúmene de los antiguos, allí donde las condiciones naturales permiten la organización de la vida en sociedad. Hasta una fecha reciente la ecúmene coincidía más o menos con las tierras cultivables y utilizables para la agricultura y el pastoreo. Los desiertos donde la irrigación es imposible, el dominio glacial de las altas latitudes y de la alta montaña estaban excluidos de ésta. Esta noción de la ecúmene debe ser revisada. El geógrafo Max Sorre, que la ha desarrollado y empleado extensamente lo constataba él mismo”.
A. Berque propone extender la relación ecológica entre hombre y Tierra habitable hacia una reflexión ontológica que tiene en cuenta el carácter humano de la Tierra y el fundamento terrestre de la humanidad. Esta interrelación que Beerqe acerca a la definición de espacio geográfico. Todos los puntos del espacio geográfico se localizan en la superficie de la Tierra, definiéndose por sus coordenadas y por su altitud, pero también por su emplazamiento. Como espacio localizable, el espacio geográfico eu encuentra ss cartografiable. Más adelante, Jameson (1986) reivindicará una “cartografía social”, mapas que “permitan la representación situacional”, relacionar los imaginarios de los seres sociales con las condiciones reales de su existencia.
En el análisis del espacio geográfico, se parte de lo que está presente, de lo visible, para entender la importancia de las herencias y la velocidad de las evoluciones, para descifrar los sistemas que son las estructuras que actúan sobre el espacio. El análisis de un paisaje urbano es revelador de su historia y de sus condiciones de desarrollo, y muestra el peso del pasado en la organización del espacio urbano en la época contemporánea. Se han llevado a cabo distintos intentos de clasificación de los espacios geográficos y el criterio fundamental que se ha seguido es el de orden espacial aunque otras clasificaciones podrían basarse en clima o incluso en los niveles de desarrollo (países desarrollados o subdesarrollados). El análisis y comprensión de los fenómenos localizados en un espacio geográfico pasan por el uso de documentos cartográficos donde son seleccionados elementos distintos según las escalas utilizadas. La acción humana tiende a transformar el medio natural en medio geográfico, y aunque la historia humana sea mínima para la historia de la Tierra, ostenta a una posición principal para la explicación y comprensión del espacio geográfico.